# ییجی
کتی یجی لی (به کره‌ای: 이예지; لاتین‌نویسی اصلاح‌شده: I Ye-ji؛، زاده ۶ اوت ۱۹۹۳) که به‌طور حرفه‌ای با نام یِیجِی (به انگلیسی: Yaeji) شناخته می‌شود، خواننده، دیجی و تهیه‌کنندهٔ آمریکایی اهل بروکلین، نیویورک می‌باشد. سبک او عناصری از موسیقی هاوس و هیپ‌هاپ را با آوازهای ملایم و آرامی که به دو زبان انگلیسی و کره‌ای خوانده می‌شود ترکیب می‌کند.